# Henryk Hinz
Henryk Hinz (ur. 1929, zm. 1992) – polski filozof, historyk myśli społecznej, związany z warszawską szkołą historii idei. 

## Wybrane publikacje
- Od religii do filozofii: z dziejów kultury umysłowej epoki Oświecenia, Warszawa: "Iskry" 1960.
- Polska myśl filozoficzna: Oświecenie, Romantyzm: wybrane teksty z historii filozofii, wybór, wstępy i przypisy Henryk Hinz, Adam Sikora, Warszawa: Państwowe Wydawnictwo Naukowe 1964.
- Dwie wizje dziejów Polski, Warszawa: Centralny Ośrodek Doskonalenia Kadr Laickich 1966.
- Hugo Kołłątaj, Rozbiór krytyczny zasad historii początkowej wszystkich ludów, oprac. i wstęp Henryk Hinz, Warszawa: Państwowe Wydawnictwo Naukowe 1972.
- Filozofia Hugona Kołłątaja: zarys monografii, Warszawa: "Książka i Wiedza" 1973.
- Polskie oświecenie i Komisja Edukacji Narodowej, Warszawa: TKKŚ 1973.
- Wstęp [w:] Frank E. Manuel, U źródeł nowoczesnego religioznawstwa, tł. Marcin Król i Janina Wiercińska, wstęp Henryk Hinz,  	Warszawa: "Książka i Wiedza" 1973.
- Wstęp [w:] J. S. Spink, Libertynizm francuski od Gassendiego do Voltaire'a, tł. Anna Neuman, wstęp Henryk Hinz, Warszawa: "Książka i Wiedza" 1974.
- Kalendarz półstuletni 1750-1800, wybór tekstów, wstęp i oprac. Bronisław Baczko, Henryk Hinz, Warszawa: Państwowy Instytut Wydawniczy 1975.
- Gugo Kollontaj, per. s pol. P. F. Kazina, Moskva: "Mysl" 1978.